# 北朝鮮とパレスチナの関係
北朝鮮とパレスチナの関係（きたちょうせんとパレスチナのかんけい、朝鮮語: 팔레스티나-조선민주주의인민공화국 관계、アラビア語: العلاقات الفلسطينية الكورية الشمالية）は朝鮮民主主義人民共和国とパレスチナ国との間の二国間関係を指す。北朝鮮は長い間イスラエルを「帝国主義の衛星」と見なしている。

## 歴史
北朝鮮とパレスチナ解放機構（PLO）との関係は1966年に始まった。金日成とヤーセル・アラファトは非常に緊密な関係にあり、北朝鮮はパレスチナ人に援助を提供した。PLOに対する北朝鮮の支援は1970年代に始まり、少量の武器と軍事援助の供給が含まれていた。中東の北朝鮮の武器には、PLOやパレスチナ解放人民戦線、パレスチナ解放民主戦線など、いくつかの左派派閥や革命運動への援助が含まれていた。北朝鮮の武器とパレスチナ派閥への援助は、鄧小平の下での中国の改革開放と、1980年代のミハイル・ゴルバチョフの下でのソビエト連邦の政治改革まで続いた。
ソビエト連邦の崩壊後、パレスチナとイスラエルの紛争への北朝鮮の関与は減少し、北朝鮮は革命の輸出から実用主義に移行した。それ以来、北朝鮮はパレスチナの大義を支持し続け、この地域でのすべてのイスラエルの行動を強く非難してきた。ガザ紛争の間、北朝鮮はイスラエルの行動を厳しく非難した。外務省のスポークスマンは、非武装の民間人の殺害を非難し、それを人道に対する罪であり、中東和平プロセスへの脅威であると述べた。国連総会のフロアで、北朝鮮の常任代表（国連大使）である辛善虎は、北朝鮮は「イスラエルの侵略者を領土から追放し、民族自決権を回復するためのパレスチナ人の闘争を全面的に支持した」と述べた。
2010年のガザ船団襲撃後、北朝鮮外務省はこの攻撃を米国の指導の下で行われた「人道に対する罪」と呼んだ。北朝鮮の声明はまた、パレスチナのアラブ人の自己決定に対する全面的な支持を表明した。
2014年のガザの紛争中、7月15日、外務省は次のような声明を発表した。「私たちは、パレスチナの平和な住宅地への無差別な軍事攻撃を通じて、多くの無防備なパレスチナ人をイスラエルが残忍に殺害したことを、人道に対する罪として容赦なく非難する。」

## 外交使節

### 駐朝パレスチナ大使
- イスマイル・アハマド・ムハマド・ハサン（2009年～、信任状捧呈は3月23日[8]）